# Свети Иван Рилски (Габрово)
„Свети Иван Рилски“ е източноправославен храм в Габрово.

## История
На 28 октомври 1898 година е взето решение за построяване на храм в с. Бичкиня, днес квартал на Габрово. Идеята е на жителите на с. Бичкиня и на балканджиите от съседните села и махали – Кряковци, Йовчевци, Негенци, Илевци, Беленци, Стойковци, Пройновци.
Главните инициатори са Васил Радков, Иван Немцов, Димитър Шандурков, Стою Венков, Иван Белчев и Беню Белчев, Тотю Петров, Илю Велков, Иван Стоев, Георги Чубриков, Георги Велчев.
За църковни настоятели са избарни Георги Христов и Венко Велев.
Планът е изработен от инж. Стефан Манафов от Габрово, а майстори са Събчо Генчев, Косю Колев и Марко Тихов.
Основният спор, който възниква между енориашите от Бичкинята и съседните села е за мястото на църквата.
Васил Радков подарява земя и през пролетта на 1900 г. строителството започва.
През реката, срещу новоградящата се църква е разположена фабриката на Иван Калпазанов. Директорът Васил Карагьозов отива да нагледа строежът и изказва своето компетентно мнение: "Черквата ще строите по плана на храм „Успение на Пресвета Богородица“ в Габрово, но по-малка и ние ще помагаме, ако я кръстите на фабричния празник на Свети Иван Рилски." Оказва се, че Васил Карагьозов е кръстник на храма.
Храмът е построен с дарения, като дарителите надхвърлят 260 души. Когато събраните средства се изчерпали, благочестивите х. Радка Стоянова и х. Влаю Стоянов дават 2000 лв. като рискуват цялото си материално състояние, за да бъде доизкарана църквата и направен покривът. В знак на признателност те били погребани в църковния двор.

## Църквата в действие
Храмът е осветен на 21.07.1902 г. от Негово Високопреосвещенство митрополит Климент.
- Първият свещеник е Константин Иванов Саков – учител от Габрово.
- След смъртта му през 1910 г. на негово място е избран поп Иван Илиев от с. Рачевци, Габровско.
- Временно са завеждали енорията и руските бежанци – прот. Евгений Яржемский и прот. Тодор Каракулин.
- От 23.10.1923 г. енорийски свещеник е Христо поп Серафимов, дотогава служещ в храм „Свети Георги“ – Лясковец.